# Stanisław Obertyński (powstaniec kościuszkowski)
Stanisław Obertyński – podporucznik 1. Brygady Kawalerii Narodowej w 1792 roku, wziął udział w powstaniu kościuszkowskim, awansował na majora.